# أبلق أحمر الصدر
أبلق أحمر الصدر (الاسم العلمي: Oenanthe bottae) (بالإنجليزية: Red-breasted Wheatear)‏ هو نوع من الطيور يتبع جنس الأبلق من فصيلة صائدات الذباب.